# Opdrift (dynamisk)
 For alternative betydninger, se Opdrift. (Se også artikler, som begynder med Opdrift)
Dynamisk opdrift opstår ved, at en skråtstillet flade bevæges i væske (vandet)) eller gas (luften) med en passende skråstilling (indfaldsvinkel) og med en vis minimal hastighed. En fladeformet genstand eller lem, som er specielt effektiv til at give dynamisk opdrift og/eller fremdrift, kaldes en vinge (i gas, luft) eller en finne (i væske, vand).
På grund af den hydrodynamiske opdrift kan man bevæge sig på vandet med vandski, hydrofoilbåde o.lign. ved at løfte sig i vandet og opnå forøget hastighed.
Aerodynamisk opdrift muliggør flyvning efter princippet "større-middelmassefylde-end-luften" med aerodyner – luftfartøjer – som fly, svævefly, helikoptere og fugle, sommerfugle, insekter m.fl.